# 巴薩拉布一世
巴薩拉布一世（羅馬尼亞語：Basarab I，約1270年—1352年）是瓦拉幾亞沃伊沃德，約1310年至1352年在位。罗马尼亚第一位大公。

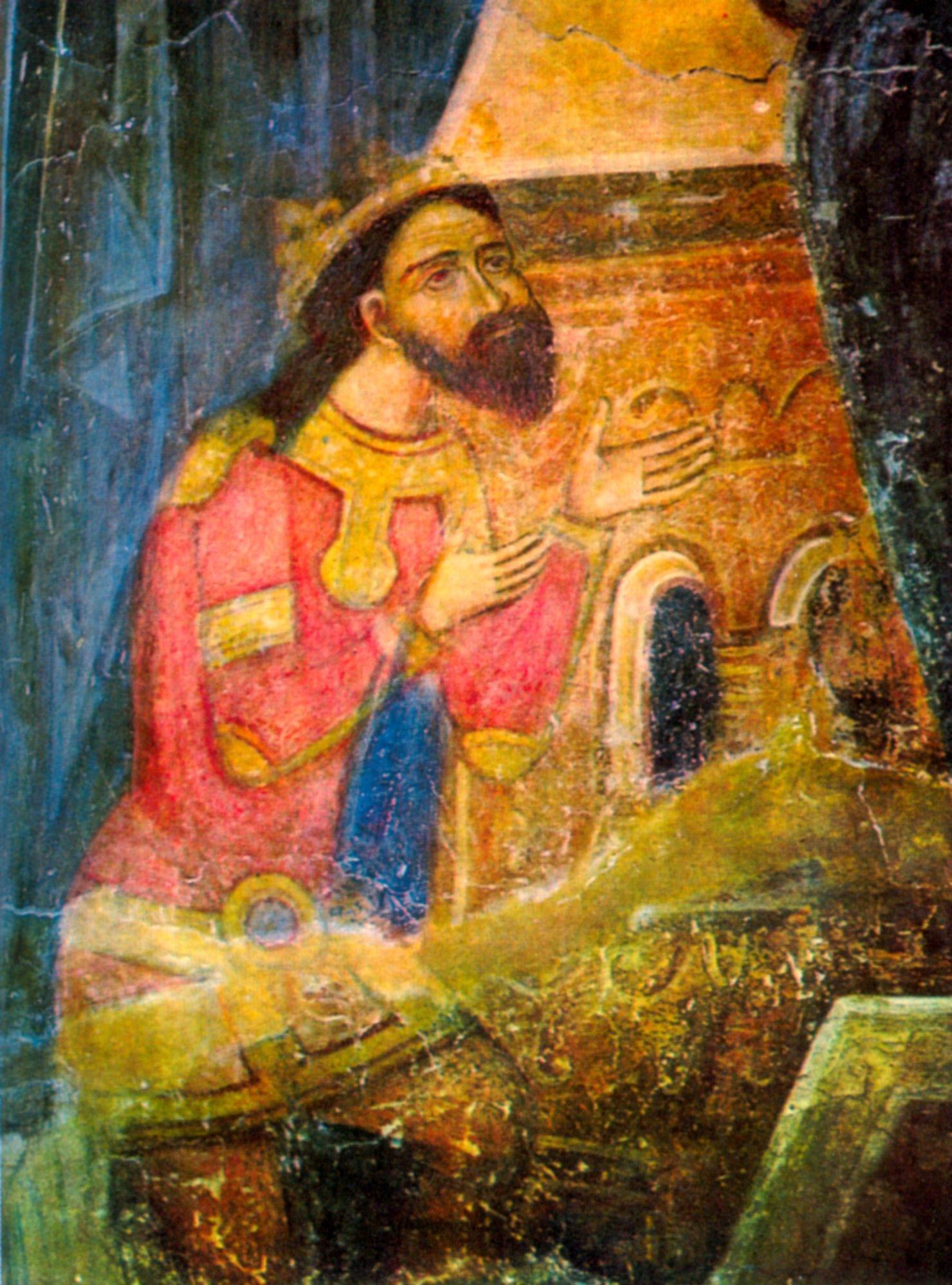
巴薩拉布一世

巴萨拉布一世是罗马尼亚人，原为匈牙利驻瓦拉吉亚的总督。1301年匈牙利阿尔帕德王朝在国祚中断和争夺王位。他于是在14世纪初乘匈牙利内讧之机,将喀尔巴阡山以南到多瑙河一带分散的总督辖区统一成为一个国家，建都于肯普隆。1324年，称“全罗马尼亚的大公和君主”。在1330年11月爆發的波薩達戰役，巴薩拉布一世擊敗查理一世（查理·罗伯特）率領的匈牙利軍隊，從而建立了獨立的瓦拉幾亞巴薩拉布王朝，保障了罗马尼亚的独立。